# Diócesis de Ponta de Pedras
La diócesis de Ponta de Pedras (en latín: Dioecesis Petrosi Culminis y en portugués: Diocese de Ponta de Pedras) es una circunscripción eclesiástica latina de la Iglesia católica en Brasil, sufragánea de la arquidiócesis de Belém do Pará. La diócesis tiene al obispo Teodoro Mendes Tavares, C.S.Sp. como su ordinario desde el 23 de septiembre de 2015. 

## Territorio y organización
La diócesis tiene 15 954 km² y extiende su jurisdicción sobre los fieles católicos de rito latino residentes en 6 municipios del estado del Pará: Ponta de Pedras, Cachoeira do Arari, Santa Cruz do Arari, Muaná, Curralinho y São Sebastião da Boa Vista.
La sede de la diócesis se encuentra en la ciudad de Ponta de Pedras, en donde se halla la Catedral de la Inmaculada Concepción.
En 2019 en la diócesis existían 7 parroquias.

## Historia
La prelatura territorial de Ponta de Pedras fue erigida el 25 de junio de 1963 con la bula Animorum societas del papa Pablo VI, obteniendo el territorio de la arquidiócesis de Belém do Pará.
El 16 de octubre de 1979 fue elevada a diócesis con la bula Cum praelaturae del papa Juan Pablo II.

## Estadísticas
De acuerdo al Anuario Pontificio 2020 la diócesis tenía a fines de 2019 un total de 111 074 fieles bautizados.
| Año                                                                             | Población            | Población | Población      | Sacerdotes | Sacerdotes    | Sacerdotes    | Bautizados por sacerdote | Diáconos permanentes | Religiosos | Religiosos | Parroquias |
| Año                                                                             | Bautizados católicos | Total     | % de católicos | Total      | Clero secular | Clero regular | Bautizados por sacerdote | Diáconos permanentes | Varones    | Mujeres    | Parroquias |
| ------------------------------------------------------------------------------- | -------------------- | --------- | -------------- | ---------- | ------------- | ------------- | ------------------------ | -------------------- | ---------- | ---------- | ---------- |
| 1966                                                                            | 70 000               | ?         | ?              | 6          |               | 6             | 11 666                   |                      | 2          | 10         | 6          |
| 1970                                                                            | 71 000               | 76 800    | 92.4           | 11         | 2             | 9             | 6454                     |                      | 9          | 17         | 6          |
| 1976                                                                            | 79 000               | 80 000    | 98.8           | 6          |               | 6             | 13 166                   |                      | 10         | 10         | 6          |
| 1980                                                                            | 71 800               | 72 900    | 98.5           | 8          |               | 8             | 8975                     |                      | 10         | 10         | ?          |
| 1990                                                                            | 77 000               | 87 000    | 88.5           | 3          | 1             | 2             | 25 666                   |                      | 2          | 17         | 8          |
| 1999                                                                            | 96 880               | 105 020   | 92.2           | 11         | 9             | 2             | 8807                     |                      | 3          | 11         | 6          |
| 2000                                                                            | 97 700               | 106 504   | 91.7           | 11         | 10            | 1             | 8881                     |                      | 2          | 15         | 6          |
| 2001                                                                            | 98 900               | 108 600   | 91.1           | 7          | 7             |               | 14 128                   |                      |            | 18         | 6          |
| 2002                                                                            | 102 000              | 113 000   | 90.3           | 10         | 9             | 1             | 10 200                   |                      | 1          | 18         | 6          |
| 2003                                                                            | 108 800              | 120 000   | 90.7           | 9          | 9             |               | 12 088                   |                      |            | 18         | 6          |
| 2004                                                                            | 108 800              | 120 000   | 90.7           | 9          | 9             |               | 12 088                   |                      |            | 18         | 6          |
| 2013                                                                            | 122 000              | 131 000   | 93.1           | 11         | 11            |               | 11 090                   |                      |            | 16         | 6          |
| 2016                                                                            | 125 000              | 149 200   | 83.8           | 15         | 15            |               | 8333                     |                      |            | 22         | 6          |
| 2019                                                                            | 111 074              | 169 550   | 65.5           | 17         | 15            | 2             | 6533                     |                      | 9          | 19         | 7          |
| Fuente: Catholic-Hierarchy, que a su vez toma los datos del Anuario Pontificio. |                      |           |                |            |               |               |                          |                      |            |            |            |

## Episcopologio
- Angelo Maria Rivato, S.I. † (29 de abril de 1965-16 de enero de 2002 retirado)
- Alessio Saccardo, S.I. (16 de enero de 2002-23 de septiembre de 2015 retirado)
- Teodoro Mendes Tavares, C.S.Sp., por sucesión el 23 de septiembre de 2015